# Hagios Demetrios
Hagios Demetrios (řecky: Άγιος Δημήτριος) je pravoslavný chrám v Soluni. Je zasvěcen sv. Demetriovi ze Soluně. Je největším kostelem v Řecku. Roku 1988 byl zapsán na seznam Světového dědictví UNESCO v rámci položky Paleokřesťanské a byzantské památky v Soluni.

## Dějiny
První kostel byl na místě postaven na počátku 4. století, kdy nahradil římské lázně, kde byl údajně vězněn a popraven svatý Demetrius. O století později nahradil prefekt jménem Leontios malou oratoř větší trojlodní bazilikou. Kostel, který byl opakovaně ničen požáry, byl nakonec v letech 629–634 přestavěn na baziliku pětilodní. Podoba z té doby kostelu zůstala zhruba do dnešních dnů. Byla to nejvýznamnější svatyně ve městě, pravděpodobně větší než místní katedrála (která zkoušku časem nepřežila a ani její umístění dnes není známo). Kostel měl neobvyklou kapli zvanou ciborium, šestibokou zastřešenou stavbu na jedné straně lodi. Byla pokryta stříbrem. Konstrukce měla dveře a uvnitř byla pohovka. Nezvykle neobsahovala žádné fyzické relikvie světce. Zdá se, že ciborium bylo symbolickou hrobkou. Její pozůstatky jsou dnes k vidění v kryptě přeměněné ve výstavní prostor.
Bazilika byla proslavená mozaikami, datovanými do období mezi poslední přestavbou a inaugurací byzantského ikonoklasmu v roce 730. Jedna z dochovaných mozaik zobrazuje svatého Demetria s úředníky odpovědnými za obnovu kostela a s dětmi. Nápis pod jedním z obrazů oslavuje nebe za záchranu lidu Soluně před pohanským slovanským nájezdem v roce 615. Za nadvlády Latinského císařství v roce 1206 předal legát Benedikt z Porta chrám křížovníkům s červeným křížem. Soluň se stala v roce 1430 součástí Osmanské říše. Přibližně o 60 let později, za vlády Bájezída II., byl kostel přeměněn na mešitu, známou jako Kasımiye Camii. Symbolický hrob však zůstal otevřený pro křesťany. Nádherné mozaiky, pokrývající téměř celý interiér kostela, byly téměř úplně zničeny buď během čtyř století, kdy chrám fungoval jako mešita (1493–1912), nebo při velkém požáru v Soluni v roce 1917, který zničil velkou část města. Zničil také střechu a horní stěny kostela. Po požáru trvala obnova kostela celá desetiletí. Náhrobky z městského židovského hřbitova – zničeného řeckými a německými úřady – byly použity jako stavební materiál při těchto restaurátorských snahách ve 40. letech 20. století. Po zrestaurování byl kostel v roce 1949 znovu vysvěcen.

## Krypta
Archeologické vykopávky provedené ve 30. a 40. letech 20. století odhalily zajímavé artefakty, které lze vidět v muzeu umístěném v kryptě kostela. Vykopávky také odkryly zbytky římských lázní. Objevena byla také římská studna, o níž se soudí, že je místem, kam vojáci shodili tělo svatého Demetria po jeho popravě. Po založení kostela byla přeměněna na zdroj svěcené vody. V následujících letech z ní věřící mohli čepovat též myrón, sladce vonící olej produkovaný světcovými ostatky. Krypta se v období osmanské nadvlády zaplnila zeminou a znovu byla objevena až po požáru v roce 1917. Archeologové ji zrestaurovali a v roce 1988 byla přeměněna na výstavní prostor. Vystavuje sbírku soch, hlavic a nádob z kostela.